# علم الأحياء الظلامية
 علم الأحياء الظلامية، هو علم الأحياء المتأثر بالظلام على عكس علم الأحياء الضوئية المتأثر بالضوء.

## نظرة عامة
يجمع مسمى علم الأحياء الظلامية هاذين المصطلحين تحت عنوان واحد يصف مجموعة واسعة من الدراسات المختصة بتأثير الظلام على علم الأحياء. فيعمل هذا العلم على دراسة تأثير الظلام على السلوك وعملية الأيض لدى الحيوانات، النباتات والميكروبات. بعض هذه الدراسات استمرت لأكثر من قرن، ووضعت الأساسيات لفهم أهمية سماء الليل، ليس فقط على البشر بل على جميع الكائنات الحية.
لقد تطورت أغلب الأنظمة الحيوية في عالم يتناوب فيه الليل والنهار وأصبحت متأثرة ومعتمدة على هذه التغيرات الموسمية من تعاقب الليل والنهار.فالضوء له دورا كبيرا في العديد من العمليات الحيوية مثل البصر والتمثيل الضوئي.وتعد هذه من إحدى المباحث الأساسية لعلم الأحياء الضوئية. ولكن وجود فترات غير متقطعة من الظلام، وتناوبها كذلك مع الضوء فهي تعد متماثلة الأهمية في تأثيرها على السلوكيات الحيوية. يعنى علم الأحياء الظلامية بدراسة الاستجابات الإيجابية لأنظمة الحيوية في فترة الظلام وليس بالضرورة الآثار السلبية الناجمة عن غياب الضوء.

## تأثير الظلام
العديد من الأنشطة الحيوية والسلوكية للنباتات والحيوانات ومن ضمنها (الطيور والبرمائيات) الحشرات و 
الميكروبات إما أن تكون متأثرة سلبا بالتلوث الضوئي ليلا أو متأثرة وظيفيا أثناء أو خلال تسلسل الظلام ليلا.ومن هذه الأنشطة جمع الطعام، التربية، السلوك الاجتماعي في الحيوانات كالبرمائيات والحشرات والتي جمبعها ستتأثر بطرائق مختلفة لو تعرضت للتلوث الضوئي في بيئتها.
لكن ولربما تكون أهم ظواهر علم الأحياء الظلامية متعلقة بالتناوب الدوري للضوء والظلام.والتي من ضمنها سلوكيات التربية في مجموعات كثيرة من الحيوانات، التحكم بعملية الإزهار، وتحريض السكون الشتوي في العديد من النباتات، والتحكم العملي بجهاز المناعة البشري.في العديد من هذه العمليات الحيوية، تكون النقطة الحرجة هي طول فترة الظلام بدلاً من فترة الضوء.على سبيل المثال، تعتبر نباتات «النهار القصير» و «النهار الطويل»، في الواقع، «ليلة طويلة» و «ليلة قصيرة» على التوالي.وهذا يعني أن النباتات لا تقيس طول فترة الضوء، بل تقيس الفترة المظلمة. إحدى عواقب التلوث الضوئي الاصطناعي هو أنه حتى الفترات القصيرة من الضوء الساطع نسبيًا أثناء الليل قد تمنع النباتات أو الحيوانات (بما في ذلك البشر) من قياس طول الفترة المظلمة، وبالتالي تمنعها من التصرف بطريقة طبيعية أو مطلوبة. وهذا جانب مهم من علم الأحياء الظلامية، وأحد المجالات الرئيسية في دراسة استجابات الأنظمة الحيوية للظلام.
عند ذكر علم الأحياء الظلامية فمن المهم أن نتذكر أن الظلام (غياب الضوء) نادرا مايحدث بشكل مطلق. أحد أهم الجوانب لأي ظاهرة من ظواهر علم الأحياء الظلامية هو مستوى ونوعية (طول الموجة)الضوئية والتي يصعب الكشف عنها في هذه الظاهرة أو في أي كائن محدد. فهذا العامل المهم في دراسات علم الأحياء الظلامية يصعب رصده أو فحصه بصورة دائمة.هناك مستويات كبيرة من التلوث الضوئي الطبيعي تحدث في الليل، والتي عادة ما يكون ضوء القمر أقواها. فعلى سببيل المثال، النباتات التي تعتمد على طول الليل لبرمجة سلوكها، لديها القدرة على تجاهل ضوء القمر الكامل خلال ليلة مظلمة.إذا لم تتطور هذه القدرة، فلن تكون النباتات قادرة على الاستجابة لتغير طول الليل لأداء بعض هذه البرامج السلوكية مثل بدء الإزهار وبدء السكون.وفي الجانب الآخر، هناك بعض الأنماط السلوكية الحيوانية تتأثر بشكل كبير بضوء القمر. ولذلك غمن المهم جدا لأي دراسة تتعلق بعلم الأحياءالظلامية أن يتم تحديد مستوى الضوء، الذي قد يكون مهما للتداخل مع أو إبطال النمط الطبيعي للأنشطة الليلية الظلامية.

## أصل الكلمة
في عام 2003، عقدت ندوة حول علم البيئة المتعلق بالليل في موسكوكا، كندا، لمناقشة الآثار المختلفة للتلوث الضوئي فترة الليل على أحيائية مجموعة واسعة من الكائنات الحية، لكنها تجاوزت ذلك بكثير في وصف الظلام بأنه ضرورة أحيائية لأداء مهام الأنظمة الأحيائية.[1] ركزت العروض التقديمية على الأهمية المطلقة للظلام للعديد من جوانب السلوك الطبيعي والتمثيل الغذائي للعديد من الكائنات الحية وللتقدم الطبيعي لدورة حياتهم. لأنه لا يوجد مصطلح مناسب لوصف التركيز الرئيسي للندوة، تم اقتراح المصطلح علم الأحياء الظلامية (scotobiology)
فيرجع أصل هذه الكلمة scoto إلى اللغة اليونانيةوالتي تعني الظلام وترتبط بعلم الأحياء الضوئيةوالتي تصف الآثار الأحيائية للضوء. ومما يظهر بأن مصطلح علم الأحياء الظلامية scotobiology لم يتم استعماله سابقا على الرغم من ظهور بعض المصطلاحات المشابهة مثل skototropism والذي يعني الإنتحاء الضوئي و scotophyle